# Referendum na Węgrzech w 2003 roku
Referendum na Węgrzech w 2003 roku – referendum w sprawie przystąpienia Węgier do Unii Europejskiej i ratyfikacji traktatu ateńskiego, tzw. referendum europejskie bądź akcesyjne, odbyło się 12 kwietnia 2003.

## Wyniki referendum
Za było 83,76% osób, które wzięły udział w głosowaniu, przeciwko - 16,24%. Frekwencja wyniosła 45,56%.
Został spełniony warunek ważności referendum, na zwycięską opcję zagłosowało 38% uprawnionych do głosowania (wymagane było ponad 25%).